# Luigi Amabile
Luigi Amabile (Avellino, 28 aprile 1828 – Napoli, 25 novembre 1892) è stato un medico, storico e politico italiano.

## Biografia
Studiò Medicina a Napoli e fu poi medico militare.

### Medicina
Divenne un chirurgo di fama internazionale, autore di numerose pubblicazioni in tema di chirurgia ed anatomia.
Amabile era convinto che l'anatomia patologica fosse la base di ogni conoscenza medica. Nell'Ateneo di Napoli creò quel gabinetto di anatomia patologica che rivaleggiò con i più famosi del mondo.
Nel 1860 fu nominato professore ordinario e direttore del gabinetto di Anatomia patologica presso l'Università di Napoli.

### Politica
Aderì politicamente al Risorgimento e fu eletto nel 1864, nel 1867 e nel 1880 deputato presso il Collegio di Avellino. Amabile militò sempre sotto la bandiera del partito moderato. Egli era sinceramente convinto che una giovane nazione, risorta appena da pochi lustri dopo secoli di nefaste divisioni, non ancora ben consolidata come paese unito, insidiata da mille nemici interni e stranieri, soltanto con la moderazione e con la temperanza civile potesse mantenersi sicura ed aspirare a sorti migliori. Egli era convinto che la Dinastia Sabauda fosse il centro d'attrazione per tenere unite le diverse regioni della patria italiana; questo concetto lo ebbe in comune finanche con Giuseppe Garibaldi e con il capo della Sinistra storica, il quale in pieno parlamento pronunciò quella sentenza memorabile "La Monarchia unisce".

### Storia
Negli ultimi anni della sua vita si ritirò a vita privata, dedicandosi alle ricerche storiche, studiando la figura ed i processi di Tommaso Campanella.
Il suo capolavoro è la sua monografia sulla congiura e sui processi di Campanella, pubblicata nel 1883.
Ad essa seguirono molti altri studi sempre legati alla Napoli del Seicento.
Morì, all'età di 64 anni, nel 1892.

## Opere
- Fra Tommaso Campanella: la sua congiura, i suoi processi e la sua pazzia, vol. 1 e 2, Napoli, Morano, 1882.